# Nemani Nadolo
Ratu Nemani Drui Nasiganiyavi, noto come Nemani Nadolo e, in precedenza, come Ratu Siganiyavi (Sigatoka, 31 gennaio 1988), è un rugbista a 15 figiano, tre quarti ala del Leicester in English Premiership.

## Biografia
Nato a Sigatoka, Figi, e cresciuto a Brisbane, in Australia, dove suo padre Isei Nasiganiyavi era emigrato per giocare a rugby a 15 con la provincia del Queensland, crebbe nella disciplina insieme a suo fratello Chris; quando i genitori si separarono i due fratelli rimasero con la loro madre, Bale Nadolo; mentre Chris assunse il cognome della famiglia del loro cugino Tevita Kuridrani, internazionale per l'Australia, così chiamandosi Chris Kuridrani, Ratu Nemani Nasiganiyavi assunse il cognome di sua madre, cambiando legalmente il suo nome in Nemani Nadolo; oltre alla parentela con Kuridrani, Nemani Nadolo e suo fratello sono anche cugini di Lote Tuqiri, che fu internazionale doppio per Figi e Australia.
L'esordio da professionista giunse a 18 anni, con il nome di Ratu Siganiyavi, nelle file del Perth Spirit, neonata compagine che disputò l'unica stagione dell'effimero Australian Rugby Championship nel 2007.
Nella stagione successiva fu ingaggiato dal Randwick, squadra di club di Sydney, ed entrò nella franchise del Nuovo Galles del Sud degli Waratahs, ma non fu mai utilizzato in Super Rugby; scartato dagli Waratahs decise quindi di emigrare in Europa, andando a giocare in Francia al Bourgoin-Jallieu, non mancando tuttavia, nel frattempo, di rispondere alla convocazione di Figi per cui esordì nel giugno 2010 a Canberra proprio contro l'Australia, che così perse l'opportunità di schierarlo come proprio giocatore.
Dopo solo una stagione in Francia, a seguito di una crisi finanziaria del club dell'Isère nel 2011 Nadolo firmò un ingaggio con la neopromossa in English Premiership Exeter, ma già a metà stagione si trasferì in Giappone ai Green Rockets.
Nel 2013 Todd Blackadder, allenatore della franchise neozelandese dei Crusaders, si vide segnalare Nadolo dal suo collega ed ex compagno di squadra Greg Cooper, allenatore del club giapponese, e lo mise sotto contratto per il Super Rugby 2014 pur lasciandolo libero di continuare a giocare la stagione di club con i Green Rockets; con la franchise di Christchurch Nadolo giunse sino alla finale di quell'edizione di torneo, incontrandovi proprio gli Waratahs che lo avevano scartato quattro stagioni prima, ma la vittoria arrise alla squadra australiana.
Subito dopo il torneo, nel quale fu il realizzatore-principe di mete a pari merito dell'australiano Israel Folau, che trovò come avversario nella finale, Nadolo firmò un'estensione di contratto con i Crusaders fino al 2016.